# Francis Hallawell
Francis Charlton Hallawell (Porto Alegre, 1912 — Petrópolis, 2004) foi um engenheiro e radialista brasileiro. Conhecido como "Chico da BBC", foi correspondente do serviço brasileiro da emissora de rádio durante a Segunda Guerra Mundial, acompanhando os pracinhas da Força Expedicionária Brasileira.

## Biografia
Filho de ingleses, Hallawell nasceu em Porto Alegre, no Rio Grande do Sul. De 1937 a 1941, trabalhou como engenheiro na Vickers Armstrong, nas obras de eletrificação da rede ferroviária do Rio de Janeiro. Em 1941, Hallawell apresentou-se à embaixada do Reino Unido no Rio, oferecendo-se como voluntário de infantaria na Segunda Guerra, sem sucesso. Em vez disso, foi-lhe oferecido o ofício de correspondente de rádio do serviço brasileiro da BBC, inaugurado em 1938; para isso bastava ter boa dicção e ser bilíngue.
Entre 1941 e 1944 Hallawell trabalhou como locutor da emissora em Londres, narrando boletins de notícias e programas infantis, como a série "As Aventuras de Fred Perkins".  Na BBC, conheceu a belga Julienne, com quem se casou. Em 1944, foi enviado à Itália para acompanhar as tropas da Força Expedicionária Brasileira. Hallawell gravava reportagens e crônicas (escritas por outros correspondentes da emissora como Rubem Braga e Joel Silveira) sobre o cotidiano das tropas no front. As reportagens eram submetidas sob a censura do Exército Brasileiro e do Departamento de Imprensa e Propaganda e gravadas em discos de alumínio revestidos em acetato. Eram enviadas até Florença e de lá por malote até Roma, onde eram irradiadas para a sede da emissora em Londres, regravadas e transmitidas para o Brasil.
Hallawell permaneceu na Itália até 1946, um ano após o fim da guerra. Voltou para o Brasil e seguiu trabalhando para a Vickers, da qual se tornou gerente-geral no Brasil entre 1946 e 1958. Em 1947, publicou um livro, Scatolettas da Itália, com crônicas sobre sua experiência como correspondente.
Morreu em 2004, em Petrópolis.

## Leitura complementar
- ESQUENAZI, Rose. O rádio na Segunda Guerra: no ar, Francis Hallawell, o Chico da BBC. Florianópolis: Insular, 2014. ISBN 978-85-7474-742-2